# Bellevalia trifoliata
Bellevalia trifoliata är en sparrisväxtart som först beskrevs av Michele Tenore, och fick sitt nu gällande namn av Carl Sigismund Kunth. Bellevalia trifoliata ingår i släktet Bellevalia och familjen sparrisväxter. Inga underarter finns listade i Catalogue of Life.